# EN236-1
A EN236-1 é uma estrada nacional que integra a rede nacional de estradas de Portugal. Esta estrada liga Figueiró dos Vinhos a Castanheira de Pêra. Faz a ligação ao IC8.
Esta foi a estrada onde 47 (30 num pequeno troço da via e 17 alguns quilómetros adiante) vítimas do incêndio florestal de Pedrógão Grande de 2017 faleceram, encurraladas pelo fogo — o que motivou a que passasse a ser conhecida como a "Estrada da Morte".